# Villeneuve-sur-Bellot
Villeneuve-sur-Bellot – miejscowość i gmina we Francji, w regionie Île-de-France, w departamencie Sekwana i Marna.
Według danych na rok 1990 gminę zamieszkiwało 955 osób, a gęstość zaludnienia wynosiła 100 osób/km² (wśród 1287 gmin regionu Île-de-France Villeneuve-sur-Bellot plasuje się na 638. miejscu pod względem liczby ludności, natomiast pod względem powierzchni na miejscu 403.).